# 岩本健一朗
岩本 健一朗（いわもと けんいちろう、1984年1月27日 - ）は、日本のラグビー選手。

## プロフィール
- 大阪府出身[1]。
- ポジションはウィング(WTB)。
- 身長 185cm、体重 85kg
- 7人制日本代表に選ばれたことがある[2]。
- U23日本代表に選ばれたことがある[3]。

## 略歴
中学1年生からラグビーを始めた。
2002年、履正社高校卒業後、大阪体育大学に入る。
2006年、大阪体育大学卒業後、トヨタ自動車ヴェルブリッツに加入。
2007年1月8日に行われたジャパンラグビートップリーグ第12節のワールドファイティングブル戦に途中出場で公式戦初出場を果たす。
2009年、ラグビーワールドカップセブンズ2009の7人制日本代表に選出された。
2013年、トヨタ自動車ヴェルブリッツを退団した。